# Супербоул LV
Супербоул LV (англ. Super Bowl LV) — финальный матч чемпионата Национальной футбольной лиги в  сезоне 2020 года. Игра состоялась 7 февраля 2021 года на поле «Реймонд-Джеймс-стэдиум» в Тампе в штате Флорида. Из-за ограничений, связанных с пандемией COVID-19, трибуны стадиона были заполнены всего на 30 % — по официальным данным игру посетило 24 835 зрителей. Это рекордно низкая посещаемость за всё время существования Супербоула. Впервые за время проведения Супербоула в состав судейской бригады вошла женщина — даун-джадж Сара Томас.
В Супербоуле встречались победитель Американской футбольной конференции «Канзас-Сити Чифс», для которых этот Супербоул стал вторым подряд, и победитель Национальной футбольной конференции «Тампа-Бэй Бакканирс». Для «Чифс» этот Супербоул стал четвёртым в истории команды, для «Бакканирс» — вторым. «Тампа-Бэй Бакканирс» стали первой командой в истории, сыгравшей в Супербоуле на домашнем стадионе. Матч завершился со счётом 31:9 в пользу «Бакканирс», выигравших второй титул в истории клуба. Самым ценным игроком матча был назван квотербек Том Брэди, набравший пасом 201 ярд с тремя тачдаунами. Этот титул стал пятым в его карьере.
Для Брэди этот Супербоул стал десятым в карьере, он выиграл семь из них. Оба результата являются рекордами НФЛ. Кроме этого, он стал вторым после Пейтона Мэннинга квотербеком, выигравшим чемпионский титул в составе двух разных клубов.

## Выборы места проведения
На право принять Супербоул в 2021 году претендовали Лос-Анджелес, Новый Орлеан и Тампа. Заявки от потенциальных организаторов принимались до 15 апреля 2016 года. Решение о месте проведения было принято на встрече владельцев клубов лиги в мае. Победу в первом туре голосования одержал Лос-Анджелес. Подробные результаты руководство НФЛ не публиковало, чтобы не провоцировать конфликты между собственниками команд, но успеха в первом туре заявка должна была получить не менее 24 голосов из 32 возможных. Местом проведения Супербоула был назван строящийся «SoFi-стэдиум» в Инглвуде. Его открытие планировалось на 2019 год. Предыдущий Супербоул в Лос-Анджелесе состоялся в 1993 году на стадионе «Роуз Боул». Ожидалось, что с точки зрения экономики и притока туристов игра станет крупнейшим событием в жизни города с момента проведения Олимпийских игр 1984 года.
В мае 2017 года владельцами клубов лиги было принято решение о переносе игры из Лос-Анджелеса в Тампу. Причиной стала задержка строительства стадиона, вызванная проливными дождями в Калифорнии. Его открытие было перенесено на лето 2020 года, а по правилам НФЛ стадион должен был функционировать в течение двух сезонов до проведения Супербоула. Новым местом проведения стал «Реймонд Джеймс Стэдиум», где в 2016 году началась реконструкция. Ранее на этой арене состоялись Супербоулы в 2001 и 2009 годах.

### Стадион

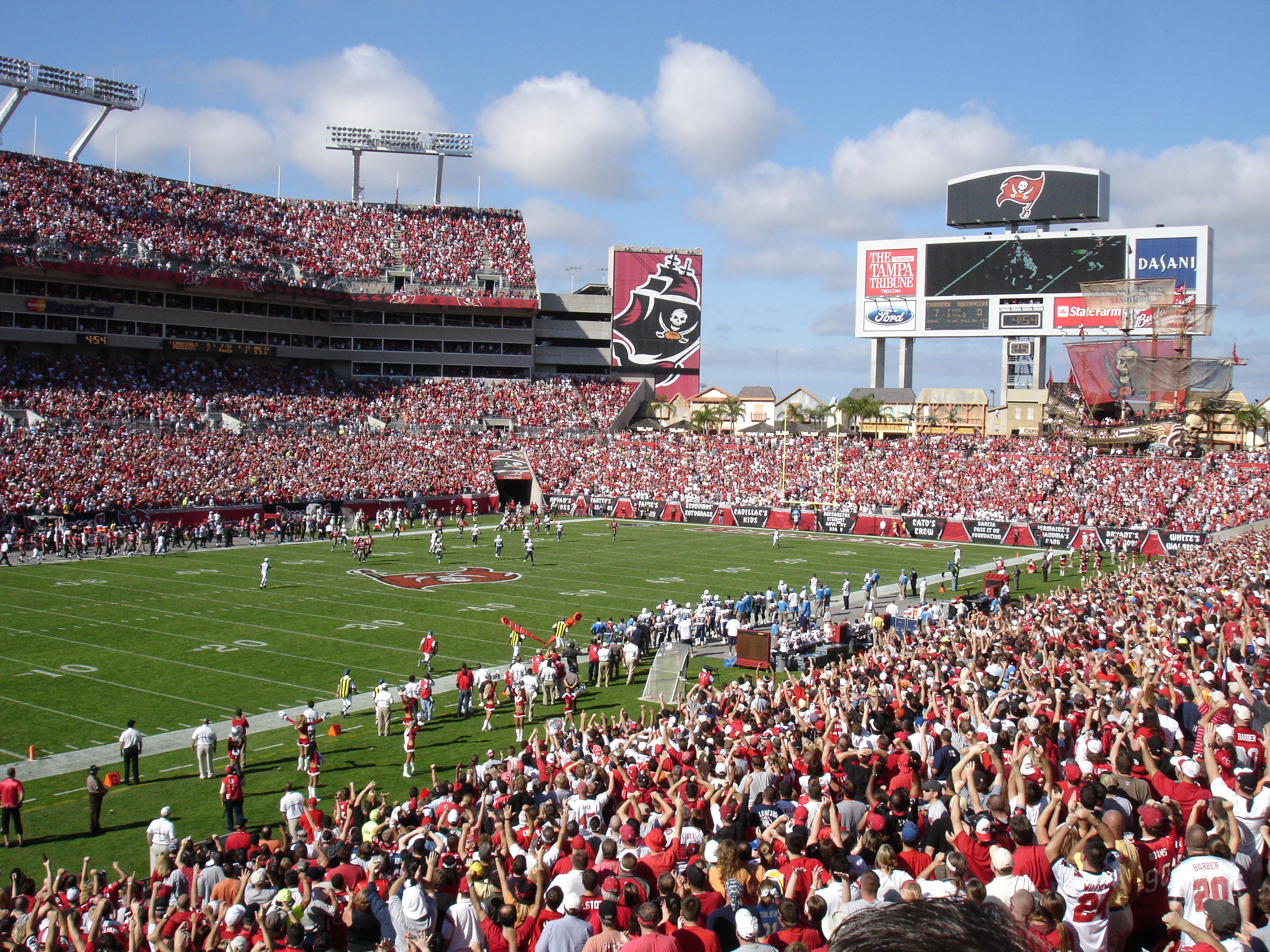
Вид с трибун «Реймонд Джеймс Стэдиум».

Домашнаяя арена клуба «Тампа-Бэй Бакканирс» «Реймонд Джеймс Стэдиум» был открыт в 1998 году. Кроме игр Национальной футбольной лиги он принимает матчи студенческой команды Южно-Флоридского университета, ежегодные студенческие матчи Аутбек Боул и Гаспарилья Боул, концерты и другие мероприятия. Трибуны стадиона вмещают 65 тысяч зрителей и имеют возможность расширения до 75 тысяч. В период с 2016 по 2018 год стадион был реконструирован, было установлено новое табло и акустическая система.

## Влияние пандемии COVID-19
Из-за ограничений, вызванных пандемией COVID-19, в сентябре представители НФЛ заявили о теоретической возможности проведения Супербоула при пустых трибунах. При этом штат Флорида был одним из немногих, где болельщики допускались на стадионы. На проведении спортивных мероприятий со зрителями настаивал губернатор штата Рон Десантис. В декабре комиссар лиги Роджер Гуделл заявил, что решения о точном количестве зрителей, которых допустят на стадион, ещё не принято. В начале января было объявлено, что часть мест займут работники системы здравоохранения, прошедшие вакцинацию от COVID-19. Окончательное решение по поводу количества допущенных зрителей лига объявила 22 января. Вице-президент НФЛ Питер О’Рейли заявил, что трибуны стадиона будут заполнены на 30 %, что составляет около 22 тысяч человек. Это рекордно низкая посещаемость за всю историю проведения Супербоулов.

## Путь к финалу
«Бакканирс» завершили регулярный чемпионат на втором месте в Южном дивизионе Национальной футбольной конференции, одержав одиннадцать побед при пяти поражениях. Выход в плей-офф, первый с 2007 года, команда гарантировала себе 26 декабря после победы над «Детройтом» со счётом 47:7. В плей-офф конференции Бакканирс были посеяны под пятым номером. В раунде уайлд-кард команда обыграла победителя Восточного дивизиона «Вашингтон» со счётом 31:23. В дивизионном раунде со счётом 30:20 были обыграны «Нью-Орлеан Сэйнтс». Соперником по финалу конференции стали Грин-Бэй Пэкерс. В выездном матче «Бакканирс» победили со счётом 31:26, выйдя в финал впервые с 2002 года. Для квотербека Тома Брэди этот Супербоул стал десятым в карьере. Также «Тампа» стала первой командой в истории, сыгравшей в Супербоуле на своём стадионе.

## Судейская бригада
Имена семи арбитров, вошедших в состав бригады на Супербоул, были объявлены лигой 19 января 2021 года. Главным судьёй был назначен Карл Чифферс, проводящий свой двадцать первый сезон в лиге. Ранее он работал на Супербоуле LI. В состав бригады также вошли Фред Брайан, Сара Томас, Расти Бейнс, Джеймс Коулман, Юджин Холл и Дино Паганелли. Судьёй на просмотре видеоповторов стал Майк Уиммер. Даун-джадж Сара Томас стала первой в истории Супербоула женщиной, вошедшей в состав бригады арбитров.

## Шоу-программа
Национальный гимн США перед матчем исполнят Эрик Чёрч и Джазмин Салливан. Также перед началом игры прозвучит патриотическая песня America the Beautiful в исполнении певицы H.E.R., тринадцатикратной номинантки на премию Грэмми. В перерыве матча выступил канадский R&B-исполнитель The Weeknd.

## Ход матча

### Первая половина

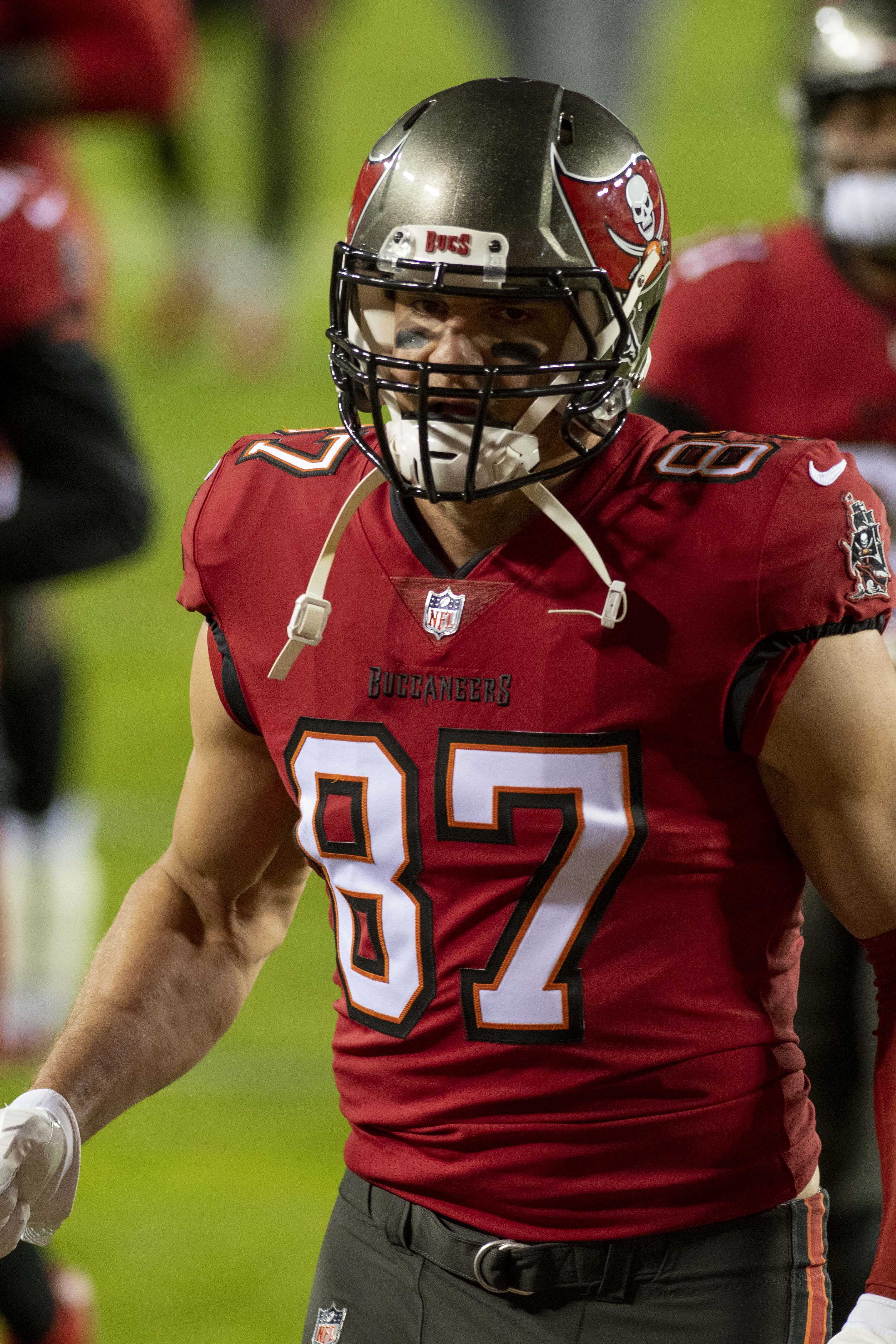
Тайт-энд «Бакканирс» Роб Гронковски сделал два пасовых тачдауна в первой половине.

Канзас-Сити выиграл коин-тосс и перенёс владение мячом на вторую половину. Стартовый удар от кикера «Чифс» Харрисона Баткера был возвращён на 24-ярдную линию Тампа-Бэй. Начальный драйв «Бакканирс» продлился до трёх-энд-аут с последующим пантом от Брэдли Пинион до 33-ярдовой линии Канзас-Сити. Первый драйв «Чифс» закончился аналогичным образом: нападавшим удалось получить только один первый даун, а пант Томми Таунсенда привёл к тачбэку. Второй драйв Тампа-Бэй начался с многообещающего 13-ярдового выноса от Рональда Джонса II, но затем продвижение остановилось и привело к ещё одному панту Пиниона, на этот раз до 38-ярдовой линии «Чифс». Последовавшая за этим попытка Канзас-Сити составила 31 ярд в восьми даунах и завершилась первыми набранными очками в игре — 49-ярдовом филд-голе в исполнении Баткером. На следующем драйве «Бакканирс» прошли 70-ярдов за 8 попыток, из которых 26 ярдов принёс раннинбек Леонард Фурнетт за четыре выноса, завершив его 8-ярдовым пасовым тачдауном в исполнении Тома Брэди на Роба Гронковски позволив «Тампа-Бэй» выйти вперёд с преимуществом в четыре очка. Это был 13-й по счёту пасовый тачдаун Брэди на Гронковски, тем самым установив новый рекорд, который они ранее делили с Джо Монтаной и Джерри Райсом. Также это был первый раз в 10 Супербоулах Брэди, когда он сделал пас в тачдаун в первой четверти. Следующее нападение «Чифс», который начался на их собственной 37-ярдовой линии, закончилось три-энд-аутся. После последующего панта, и «Бакканирс» расположились на своей 30-ярдовой линии.
Первый драйв во второй четверти завершился 31-ярдовым пасом Брэди на Майка Эванса, что дало «Тампа-Бэй» первый-и-гол на 6-ярдовой линии «Чифс». Тем не менее в следующих трёх розыгрышах «Бакканирс» смогли достичь линии в один ярд только, а в четвёртой попытке Рональд Джонс II был остановлен у линии тачдауна (решение, которое было оспорено Тампа-Бэй и оставлено в силе), после чего мяч перешёл к «Канзас-Сити». Но «Чифс» не смогли извлечь из этого выгоду. Пантер «Чифс» Томми Таунсенд пробил глубоко на территорию «Тампа-Бэй», но «Канзас-Сити» при этом допустил нарушение правил (холдинг) и пант пришлось перебивать. Он оказался не столь удачным — всего 29 ярдов, мяч вышел за пределы поля на 38-ярдовой линии «Чифс». В следующей атаке Брэди бросил 17-ярдовый пас в тачдаун на Гронковски, увеличив преимущество «Бакканирс» до 14–3. Продвижению «Бакканирс» помогли два значительных нарушения у соперника — во-первых, перехват Тираном Матье из «Чифс» был отменён из-за холдинга защиты. Позже, после того, как «Канзас-Сити» остановили «Бакканирс» на третьем дауне, Меколь Хардман совершил офсайд во время пробития «Тампой-Бэй» филд-гола, в результате чего «Бакканирс» получили снова первый даун из-за 5-ярдового штрафа соперника. В своём нападении «Канзас-Сити» ответил, набрав 61 ярд за 10 попыток, при этом Патрик Махоумс выполнил три передачи Трэвису Келси на 36 ярдов и сам набран выносом 11 ярдов. Буткер завершил владение мячом еще одним филд-голом, на этот раз с 34 ярдов, в результате чего счёт стал 14–6. Последний драйв «Тампа-Бэй» в первой половине начала за 1 минут с небольшим до его окончания на своей 29-ярдовой линии. Сумев преодолеть 71 ярд за 5 розыгрышей, самым длинным из которых стал 15- ярдовый пас на Фурнетта, Брэди завершил драйв 1-ярдовым пасом в тачдаун на Антонио Брауна за шесть секунд до окончания половины. Опять же, «Тампа-Бэй» были наказаны штрафами — в частности Башо Бриланду, который мешал Эвансу при ловле 34-ярдового паса и Матье при 8-ярдовом пасе в энд-зону. В общей сложности в первой половине матча «Чифс» совершили 9 нарушений в общей сложности набрав 95 ярдов штрафа — наибольшее количество штрафов для любой команды за первую половину в любой игре сезона НФЛ 2020–21, в то время как «Бакканирс» были отмечены одним 5-ярдовым штрафом. На перерыв лидерами отправились «Бакканирс», ведя в счёте 21–6.

### Вторая половина
Вторая половина началась с начального удара Пиниона, который был возвращён на 19-ярдовую линию «Чифс». В следующем розыгрыше Клайд Эдвардс-Хелэр совершил 26-ярдовый вынос. Эдвардс-Хелэр также сделал 10-ярдовый вынос. В итоге «Канзас-Сити» прошли 47 ярдов за 7 попыток и завершили своё нападение третьим филд-голов Баткера, на это раз с 52-ярдове, сделав счёт 21–9. «Тампа-Бэй» ответила 74 ярдами за 6 попыток, включая 25-ярдовый пас от Брэди на Гронковски. А завершила своё нападение 27-ярдовым пасов в тачдаун на Фурнетта, увеличив своё над «Чифс» до 28–9. После тачбэка «Канзас-Сити» начал движение на своей 25-ярдовой линии, но перехват Антуана Уинфилда-младшего на 45-ярдовой линии «Чифс» вернул мяч «Тампа-Бэй». Несмотря на то, что «Бакканирс» смогли набрать только 11 ярдов в своих следующих 8 попытках играх, они смогли увеличить своё преимущество до 31–9 за счёт филд-гола Сакапа с 52 ярдов. В следующем нападении «Тампа-Бэй» форсировала потерю на даунах на своей собственной 11-ярдовой линии за 13:43 до конца игры, набрала на выносах 1 ярда, а затем вынудила Махоума совершить три непойманных паса.
Защита «Чифс» вынудила «Тампу-Бэй» пробить пант в третий раз, позволив атакующим перехватить мяч у своей собственной 8-ярдовой линии. Они получили мяч через полузащиту, но вернули мяч «Тампа-Бэй» после потери на даунах на 27-ярдовой линии «Бакканирс», после чего на поле выбежал один из зрителей. «Бакканирс» совершили три-энд-аут и пробили пант на 42-ярдовую линию «Канзас-Сити». «Чифс» продвинулись к 10-ярдовой линии «Бакканирс», но пас Махоумс за 1:33 до конца игры был перехвачен Девином Уайтом в энд-зоне — тачбэк. После этого Брэди трижды встал на колено, чтобы убить время и закончить игру со счётом 31–9.
«Тампа-Бэй Бакканирс», обыграв «Канзас-Сити Чифс» 31-9, одержала во второй раз победу в Супербоуле спустя 18 лет. В её составе все очков набрали перешедшие в межсезонье игроки.
Квотербек «Бакканирс» Том Брэди в пятый раз был признан самым ценным игроком матча, совершив 21 точную передачу из 29 на 201 ярдов и заработав 3 тачдауна на пасе. Он также обошёл по количеству побед в Суперболе (семь) команды «Питтсбург Стилерз» и «Нью-Ингленд Пэтриотс», на счету которых по шесть побед. Фурнетт стал лидером матча по выносам с 16 попытками на 89 ярдов и тачдауном, а также четырьмя пойманными пасами на 46 ярдов. Гронковски, который поймал только два паса в предыдущих трёх играх постсезона «Тампа-Бэй», был лучшим принимающим команды с шестью приёмами на 67 ярдов и двумя тачдаунами. Уайт сделал восемь захватов (два с потерей ярдов), четыре разара ассистировал и сделал перехват. Махоумс совершил 26 из 49 пасов на 270 ярдов и два перехвата, а также набрал выносом 33 ярда. Келси поймал 10 пасов на 133 ярда, установив новый рекорд Супербоула по ярдам на приёме для тайт-эндов. Из 110 команд, принимавших участие в Супербоуле, «Канзас-Сити» стал лишь третьей, которая закончила игру, не сделав ни одного тачдауна после «Майами Долфинс» в Супербоуле VI и «Лос-Анджелес Рэмс» в Супербоуле LIII. Тренер «Бакканирс» Брюс Арианс стал самым возрастным тренером, выигравшим Супербоул, в 68 лет и 127 дней, в то время как команда стала первой, набравшей не менее 30 очков в четырёх играх постсезона.